# (4269) Bogado
(4269) Bogado (1974 FN) – planetoida z grupy pasa głównego asteroid okrążająca Słońce w ciągu 3,33 lat w średniej odległości 2,23 j.a. Odkryta 22 marca 1974 roku.